# Cantón de Vermenton
El cantón de Vermenton era una división administrativa francesa, que estaba situada en el departamento de Yonne y la región de Borgoña.

## Composición
El cantón estaba formado por trece comunas:
- Accolay
- Arcy-sur-Cure
- Bazarnes
- Bessy-sur-Cure
- Bois-d'Arcy
- Cravant
- Lucy-sur-Cure
- Mailly-la-Ville
- Prégilbert
- Sacy
- Sainte-Pallaye
- Sery
- Vermenton

## Supresión del cantón de Vermenton
En aplicación del Decreto n.º 2014-156 de 13 de febrero de 2014, el cantón de Vermenton fue suprimido el 22 de marzo de 2015 y sus 13 comunas pasaron a formar parte del nuevo cantón de Joux-la-Ville.